# Каримов, Хамид
Хамид Каримов (16 мая 1923, Навкат, Туркестанская АССР — 29 января 1975, Ленинабад) — советский хозяйственный, государственный и политический деятель.

## Биография
Родился в 1923 году в селе Нау (ныне — районный центр в Согдийской области Таджикистана). Член КПСС с 1943 года.
С 1942 года — на хозяйственной, общественной и политической работе. В 1942—1975 гг. — первый секретарь Науского райкома ЛКСМТ, участник Великой Отечественной войны, секретарь Ленинабадского обкома ЛКСМТ по кадрам, секретарь Науского райкома партии, первый секретарь Калининабадского райкома, первый секретарь Науского райкома, секретарь Ленинабадского обкома КП Таджикистана, председатель Ленинабадского облисполкома, начальник Зафаробадского управления оросительных систем.
Умер в Ленинабаде в 1975 году.